# Diocesi di Purwokerto
La diocesi di Purwokerto (in latino Dioecesis Purvokertensis) è una sede della Chiesa cattolica in Indonesia suffraganea dell'arcidiocesi di Semarang. Nel 2021 contava 55.846 battezzati su 15.966.516 abitanti. È retta dal vescovo Christophorus Tri Harsono.

## Territorio
La diocesi si trova nella metà occidentale della provincia indonesiana di Giava Centrale e comprende le città di Pekalongan e di Tegal e 12 reggenze: Banyumas, Banjarnegara, Batang, Brebes, Cilacap, Kebumen, Pekalongan, Pemalang, Purbalingga, Purworejo, Tegal e Wonosobo.
Sede vescovile è la città di Purwokerto, dove si trova la cattedrale di Cristo Re.
Il territorio è suddiviso in 25 parrocchie.

## Storia
La prefettura apostolica di Purwokerto fu eretta il 25 aprile 1932 con il breve Magna animi di papa Pio XI, ricavandone il territorio dal vicariato apostolico di Batavia (oggi arcidiocesi di Giacarta).
Il 16 ottobre 1941 la prefettura apostolica fu elevata a vicariato apostolico con la bolla Valde rei catholicae di papa Pio XII.
Il 3 gennaio 1961 il vicariato apostolico è stato elevato a diocesi con la bolla Quod Christus di papa Giovanni XXIII.

## Cronotassi dei vescovi
Si omettono i periodi di sede vacante non superiori ai 2 anni o non storicamente accertati.
- Bernhard J. J. Visser, M.S.C. † (18 maggio 1932 - 1949 dimesso)[2]
- Willem Schoemaker, M.S.C. † (31 maggio 1950 - 17 dicembre 1973 dimesso)
- Paschalis Soedita Hardjasoemarta, M.S.C. † (17 dicembre 1973 - 23 maggio 1999 deceduto)
- Julianus Kemo Sunarko, S.I. † (10 maggio 2000 - 29 dicembre 2016 ritirato)
- Christophorus Tri Harsono, dal 14 luglio 2018

## Statistiche
La diocesi nel 2021 su una popolazione di 15.966.516 persone contava 55.846 battezzati, corrispondenti allo 0,3% del totale.
| anno | popolazione | popolazione | popolazione | presbiteri | presbiteri | presbiteri | presbiteri                | diaconi | religiosi | religiosi | parrocchie |
| anno | battezzati  | totale      | %           | numero     | secolari   | regolari   | battezzati per presbitero | diaconi | uomini    | donne     | parrocchie |
| ---- | ----------- | ----------- | ----------- | ---------- | ---------- | ---------- | ------------------------- | ------- | --------- | --------- | ---------- |
| 1950 | 3.718       | 6.000.000   | 0,1         | 12         | 1          | 11         | 309                       |         | 18        | 56        | 14         |
| 1970 | 22.743      | 9.126.388   | 0,2         | 24         | 2          | 22         | 947                       |         | 61        | 139       |            |
| 1980 | 35.599      | 11.169.635  | 0,3         | 24         | 4          | 20         | 1.483                     |         | 63        | 160       |            |
| 1990 | 58.846      | 14.024.086  | 0,4         | 28         | 5          | 23         | 2.101                     |         | 94        | 196       |            |
| 1999 | 70.668      | 16.996.921  | 0,4         | 37         | 11         | 26         | 1.909                     |         | 93        | 192       | 16         |
| 2000 | 71.835      | 17.166.852  | 0,4         | 35         | 10         | 25         | 2.052                     |         | 91        | 195       | 16         |
| 2001 | 73.984      | 17.448.652  | 0,4         | 37         | 13         | 24         | 1.999                     |         | 92        | 195       | 16         |
| 2002 | 74.364      | 17.623.145  | 0,4         | 43         | 14         | 29         | 1.729                     |         | 93        | 196       | 18         |
| 2003 | 75.912      | 17.705.379  | 0,4         | 48         | 16         | 32         | 1.581                     |         | 69        | 191       | 21         |
| 2004 | 76.744      | 17.698.013  | 0,4         | 60         | 31         | 29         | 1.279                     |         | 63        | 198       | 21         |
| 2010 | 73.728      | 18.430.000  | 0,4         | 69         | 31         | 38         | 1.068                     | 2       | 73        | 219       | 24         |
| 2013 | 60.318      | 19.174.000  | 0,3         | 65         | 29         | 36         | 927                       |         | 76        | 247       | 24         |
| 2014 | 58.942      | 17.464.103  | 0,3         | 78         | 35         | 43         | 755                       |         | 94        | 225       | 25         |
| 2016 | 61.235      | 19.921.157  | 0,3         | 83         | 38         | 45         | 737                       |         | 90        | 145       | 25         |
| 2019 | 59.540      | 20.348.130  | 0,3         | 78         | 39         | 39         | 763                       |         | 80        | 219       | 25         |
| 2021 | 55.846      | 15.966.516  | 0,3         | 82         | 43         | 39         | 681                       |         | 84        | 229       | 25         |